# Оцінювач
Оці́нювач  — фахівець в галузі оціночної діяльності.

## Вимоги до оцінювачів
Оцінювачем в Україні можуе бути фізична особа (громадянин України, іноземець або особа без громадянства), яка має базову або повну вищу освіту (бакалавр, спеціаліст або магістр за будь-якою спеціальністю), пройшла навчання на оцінювача у навчальному закладі, який уклав відповідну угоду про можливість навчання оцінювачів з Фондом державного майна України, та стажування протягом одного року у складі суб'єкта оціночної діяльності за відповідною(-ими) спеціалізацією(-ями), склала кваліфікаційний іспит та отримала кваліфікаційне свідоцтво оцінювача відповідно до вимог Закону України «Про оцінку майна, майнових прав та професійну оціночну діяльність в Україні» № 2658-III від 12.07.2001 р. 
Оцінювач з експертної грошової оцінки земельних ділянок це фізична особа (громадянин України, іноземець або особа без громадянства), яка має базову або повну вищу освіту (бакалавр, спеціаліст або магістр за будь-якою спеціальністю), пройшла навчання на оцінювача у навчальному закладі, який уклав відповідну угоду про співробітництво щодо професійної підготовки оцінювачів з експертної грошової оцінки земельних ділянок з центральним органом виконавчої влади, що реалізує державну політику у сфері земельних відносин, та стажування протягом одного року у складі суб'єкта оціночної діяльності разом з оцінювачем з експертної грошової оцінки земельних ділянок, який має не менше ніж дворічний досвід практичної діяльності з експертної грошової оцінки земельних ділянок, отримали його позитивну рекомендацію, склала кваліфікаційний іспит та одержала кваліфікаційне свідоцтво оцінювача з експертної грошової оцінки земельних ділянок відповідно до вимог Закону України «Про оцінку земель» (№ 1378-IV від 01.12.2003) та Закону України «Про оцінку майна, майнових прав та професійну оціночну діяльність в Україні» (№ 2658-III від 12.07.2001 р.).
Оцінювачем не може бути особа, яка має не погашену або не зняту судимість за вчинення злочину або на яку протягом останнього року накладалося адміністративне стягнення за вчинення корупційного правопорушення.

## Напрями та спеціалізації
- експертна грошова оцінка земельних ділянок;
- два напрями оцінки майна та майнових прав:
  - Оцінка об'єктів у матеріальній формі;
  - Оцінка цілісних майнових комплексів, паїв, цінних паперів, майнових прав та нематеріальних активів, у тому числі прав на об'єкти інтелектуальної власності.

Два напрями з оцінки майна та майнових прав діляться на 9 спеціалізацій таким чином.
Спеціалізації напряму 1 «Оцінка об'єктів у матеріальній формі»:
1.1 — «Оцінка нерухомих речей (нерухомого майна, нерухомості), у тому числі земельних ділянок та майнових прав на них»; (без права окремо проводити оцінку земельних ділянок)
1.2 — «Оцінка машин і обладнання»;
1.3 –  «Оцінка колісних транспортних засобів»;
1.4 — «Оцінка літальних апаратів»;
1.5 — «Оцінка судноплавних засобів»;
1.6 — «Оцінка рухомих речей, що становлять культурну цінність»;
1.7 — «Оцінка рухомих речей, крім таких, що належать до машин, обладнання, колісних транспортних засобів, літальних апаратів, судноплавних засобів та тих, що становлять культурну цінність».
Спеціалізації напряму 2 «Оцінка цілісних майнових комплексів, паїв, цінних паперів, майнових прав та нематеріальних активів, у тому числі прав на об'єкти інтелектуальної власності»:
2.1 — «Оцінка цілісних майнових комплексів, паїв, цінних паперів, майнових прав та нематеріальних активів (крім прав на об'єкти інтелектуальної власності)»;
2.2 — «Оцінка прав на об'єкти інтелектуальної власності».
Окремо від зазначенних вище двох напрямів в оцінці в Україні проводиться експертна грошова оцінка земельних ділянок.
Важливі зауваження:
1. Нумерація напрямів оцінки та спеціалізацій є загальноприйнятою, тому вказані шифри можуть застосовуватись у літературі та на спеціальних сайтах без додаткового опису.
2. Для отримання права проведення окремо оцінку земельних ділянок та майнових прав на них оцінювач має пройти навчання згідно Закону України «Про оцінку земель» № 1378-IV від 11.12.2003 р.
3. До спеціалізації 1.7 належать також домашні, свійські та дикі тварини, бджоли, рослини, дорогоцінне та декоративне каміння, ювелірні вироби, меблі, будівельні матеріали, одяг, взуття, продукти харчування тощо.
4. Оцінку архівів покладено на спеціалізацію 2.1.
5. Оцінку об'єктів, що становлять культурну цінність виконують оцінювачі за спеціалізацією 1.1 (нерухоме майно) або 1.6 (рухоме майно).
6. Оцінку залізничного транспорту виконують оцінювачі за спеціалізацією 1.2.
7. Деякі види обладнання подвійного призначення (не обов'язково військового) можуть бути віднесені до спеціалізації 1.2 або 1.7.

## Підготовка оцінювачів
Підготовку оцінювачів можуть виконувати вищі навчальні заклади та навчальні центри (далі — навчальні заклади), які уклали відповідну угоду з Фондом державного майна України, який є згідно діючого законодавства України регулятором оціночної діяльності.
Кожен навчальний заклад, який займається підготовкою оцінювачів, обирає самостійно, за якою кількістю спеціалізацій він бажає/може готувати оцінювачів.
Фізична особа, яка бажає стати оцінювачем, довільно обирає будь-який навчальний заклад та спеціалізації з власних міркувань.
Для зарахування на базові курси оцінювачів фізична особа подає:
1) Паспорт або інший документ, що посвідчує особу, та копії його сторінок;
2) Диплом про вищу освіту із додатком та їх копії;
3) Заяву;
4) Квітанцію про оплату навчання.
Найпоширеніші схеми з одночасного отримання спеціалізацій:
а) 1.1, 1.2, 1.3, 1.7.
б) 1.1, 1.2, 1.3, 1.4, 1.5, 1.7.
в) 2.1, 2.2.
г) 1.6.
д) Експертна грошова оцінка земельних ділянок
Якщо майбутній оцінювач хоче отримати, наприклад, лише спеціалізацію 1.3, то він може поступити на курси за схемою «а)» або «б)». Якщо йому потрібні лише спеціалізації 1.3 та 1.4, то йому підійде варіант навчання за схемою «б)». Якщо оцінювач хоче спеціалізації 1.1, 1.7 та 2.1, то він має навчатися окремо за схемою «а)» або «б)» для отримання спеціалізацій 1.1, 1.7 та за схемою «в)» для отримання спеціалізації 2.1 тощо.
Кожний оцінювач, незалежно від того, скільки та які спеціалізації обрав, має прослухати обов'язкову теоретичну частину для оцінювачів з питань законодавства та оціночної діяльності. Наявність кваліфікаційного свідоцтва з інших спеціалізацій не звільняє оцінювача від повторного прослуховування цього матеріалу.
Після прослуховування обраного курсу, майбутній оцінювач отримує статус оцінювача-стажиста та направляється на стажування за прослуханими спеціалізаціями терміном на один рік до суб'єкта оціночної діяльності (СОД), який проводить свою діяльність за такими самими спеціалізаціями з оцінки.
Оцінювач-стажист у навчальному закладі, де проходило навчання, отримує:
- посвідчення стажиста (аналог залікової книжки ВНЗ);
- свідоцтво про навчання;
- форму-лист від імені СОД до навчального закладу про те, що СОД бере оцінювача-стажиста до себе на стажування за визначеними спеціалізаціями;
- договір про стажування оцінювача-стажиста, що укладається між навчальним закладом та СОД.
Для слухачів, яки обирають для себе навчання за спеціалізацією 1.6 «Оцінка рухомих речей, що становлять культурну цінність», передбачені такі особливості з навчання та стажування:
1. Навчання та стажування поділені на 2 етапи кожне.
2. 1 етап навчання проходить у навчальному закладі, після чого оцінювач-стажист на 6 місяців направляється на стажування до музею або іншого подібного закладу культури.
3. Після завершення стажування у музеї протягом 6 місяців, оцінювач-стажист знову відвідує навчальний заклад, де прослуховує другу частину навчання, та після цього направляється на стажування до СОД терміном на 6 місяців.

## Стажування оцінювачів
Оцінювач-стажист у складі СОД під керівництвом закріпленого керівника стажування:
- відпрацьовує на практиці отримані на базових курсах оцінювачів знання, розширює їх;
- вивчає законодавчі та нормативні матеріали;
- бере участь у складанні мінімум 2 звітів з оцінки майна за кожною спеціалізацією, по яким проводилось навчання;
- складає необхідний пакет документів для сдачі кваліфікаційного іспиту та отримання кваліфікаційного свідоцтва оцінювача (КСО).
Оцінювач-стажист за спеціалізацією 1.6 проходить перші 6 місяців стажування у музеї, де вивчає законодавство, нормативні акти та методичні матеріали з питань рухомих речей, що становлять культурну цінність, та отримує навички роботи з творами мистецтва у частині проведення мистецтвознавчої експертизи. Стажування протягом других 6 місяців у складі СОД відбувається відповідно до загальних вимог стажування оцінювачів.
Документи, які оцінювач-стажист має підготувати для підтвердження стажування:
1. Заяву про влючення до списку осіб, які будуть складати кваліфікаційний іспит, за визначеною формою;
2. Перелік звітів, у підготовці яких оцінювач-стажист брав участь, завірений керівником стажування та печаткою бази стажування;
3. Один звіт про оцінку майна за кожною спеціалізацією з оцінки майна, завірені керівником стажування та печаткою бази стажування;
4. Календарний план стажування, завірений керівником стажування (Оцінювач-стажист за спеціалізацією 1.6 надає 2 документа: один з музею, другий з СОД, де проходило його стажування);
5. Програму стажування, завірену керівником стажування (Оцінювач-стажист за спеціалізацією 1.6 надає 2 документа: один з музею, другий з СОД, де проходило його стажування);
6. Звіт про виконання календарного плану, завірений керівником стажування (Оцінювач-стажист за спеціалізацією 1.6 надає 2 документа: один з музею, другий з СОД, де проходило його стажування);
7. Рекомендацію від керівника стажування, також завірену керівником стажування та печаткою бази стажування. Зміст рекомендації від керівника має відповідати вимогам, визначенними «Положенням про порядок стажування фізичних осіб» (Оцінювач-стажист за спеціалізацією 1.6 надає 2 документа: один з музею, другий з СОД, де проходило його стажування);
8. Посвідчення стажиста з підписами керівника стажування та печатками бази стажування, що свідчить про виконання терміну стажування (Оцінювач-стажист за спеціалізацією 1.6 підписує посвідчення стажиста та отримує печатки як в музеї, так і в СОД, де проходило його стажування).
9. Обліковий лист;
10. Екзаменаційний лист із вклеєною фотокарткою. 
За 2 тижні до кваліфікаційного іспиту, але не раніше ніж за 2 тижні до закінчення стажування, оцінювач-стажист подає пакет з вищевказаних документів до навчального закладу, де він проходив навчання, для включення його до списку осіб, які будуть складати іспит на отримання КСО. 

## Кваліфікаційний іспит
Для складання кваліфікаційного іспиту на отримання кваліфікаційного свідоцтва оцінювача (КСО), окрім подання вищезазначеного пакету документів, оцінювач-стажист вчить відповіді на екзаменаційні білети — загальну теорію та матеріал за кожною спеціалізацією, по яким проходило навчання та стажування. 
Склад екзаменаційної комісії не залежить від навчального закладу та міста (не місця) проведення та є постійним, проте від іспиту до іспиту склад комісії змінюється в рамках постійного складу комісії. Поіменний перелік членів екзаменаційної комісії знаходиться на сайті Фонду державного майна України. Екзаменаційна комісія складається з представників Фонду державного майна України та саморегулівних організацій оцінювачів. Мінімальний склад екзаменаційної комісії — 7 осіб + 1 секретар екзаменаційної комісії для іспиту з напряму 1 та 5 осіб + 1 секретар екзаменаційної комісії для іспиту з напряму 2. 
Процедура складання кваліфікаційного іспиту є платною та оплачується окремо. 
Процедуру складання іспиту повідомляє секретар екзаменаційної комісії перед його початком. 
У разі нездачі іспиту, оцінювач-стажист допускається до нової здачі не раніше ніж через 1 місяць від дати попередньої спроби. Нова спроба здачі іспиту оплачується у повному обсязі. Кількість спроб необмежена. 
Структура екзаменаційного білету зележить від напряму в межах якого оцінювач-стажист складає кваліфікаційний іспит.
При складанні кваліфікаційного іспиту в межах
Оцінювач-стажист довільно обирає білети для відповіді (як на іспитах у ВНЗ), не маючи змоги бачити їх змісту. Кількість питань залежить від кількості спеціалізацій, які здає оцінювач-стажист. 
Питання розподіляються наступним чином: Загальний білет (два питання): Перше питання загального білета — питання із сфери законодавства з питань оцінки. 
Друге питання загального білета — питання із сфери методології оцінки.  
Білет за спеціалізацією (одне питання) — питання із сфери, що стосується конкретної спеціалізації оцінки. 
Таким чином, оцінювач-стажист має витягти мінімум два білета (загальний + спеціалізація) та відповісти мінімум на три питання (законодавство + методологія + спеціалізація), якщо здає одну будь-яку спеціалізацію. Якщо дві спеціалізації, то три білета (загальний + спеціалізація + спеціалізація) та чотири питання (законодавство + методологія + спеціалізація + спеціалізація). Тощо. 
Питання загального білету в обов'язковому порядку подаються письмово та захищаються усно. Питання спеціалізацій можут записуватися тезисно та також захищаються усно. Екзаменаційна комісія може ставити оцінювачу-стажисту будь-які додаткові запитання, що стосуються екзаменаційних питань та звітів з оцінки майна, котрі були надані оцінювачем-стажистом на іспит.  
Якщо питання загального білету не розкриті, екзаменаційна комісія має право не слухати відповіді на питання зі спеціалізацій та вважає оцюнювача-стажиста таким, що не склав іспит.  
Якщо питання загального білета розкриті, але оцінювач-стажист не може відповісти на питання зі спеціалізації, іспит вважається нескладеним.  
Якщо оцінювач-стажист здає на іспиті одночасно декілька спеціалізацій та розкрив питання загального білета, проте розкрив не всі питання спеціалізацій, то екзаменаційна комісія вважає складеними іспити з тих спеціалізацій, по яким були отримані задовільні відповіді (за умови задовільного захисту звітів з оцінки майна за цими спеціалізаціями та відповідності звіту та його змісту нормативним вимогам), та не складеними іспити з тих спеціалізацій, по яким були отримані незадовільні відповіді. У такому випадку, при наступній спробі здачі кваліфікаційного іспиту, оцінювач-стажист знову відповідає на питання загального білета та лише на питання тих спеціалізацій, які не вдалося здати минулого разу.  
Якщо оцінювач-стажист відповів на питання загального білету та на питання спеціалізацій, проте не зміг захистити звіт, та/або звіт та його зміст не відповідають нормативним вимогам, оцінювач-стажист вважається таким, що не склав іспит.  
Таким чином, для успішної здачі іспиту необхідно задовільно відповісти на всі питання у білетах, додаткові питання комісії, що стосуються питань у білетах, за якими оцінювач-стажист складає іспит, та задовільно захистити звіт (-и) (за умови його/їх відповідності стандартам).  
Оцінок на іспиті немає. Іспит «складено» або «нескладено».  

## Кваліфікаційне свідоцтво оцінювача
Кваліфікаційне свідоцтво оцінювача є документом, який підтверджує достатній фаховий рівень підготовки оцінювача за програмою базової підготовки для самостійного проведення оцінки майна. Форми кваліфікаційних свідоцтв оцінювача встановлюються Фондом державного  майна України. Право на отримання кваліфікаційного свідоцтва  набувають фізичні особи, які мають закінчену вищу освіту, пройшли  навчання за програмою базової підготовки та стажування протягом  одного року у складі суб'єкта оціночної діяльності разом з  оцінювачем, який має не менше ніж дворічний досвід практичної  діяльності з оцінки майна, отримали його позитивну рекомендацію та успішно склали кваліфікаційний іспит.  
Кваліфікаційні свідоцтва підтверджують професійну підготовку оцінювача за такими напрямами оцінки майна відповідно до програм базової підготовки:
- Оцінка об'єктів у матеріальній формі (напрям 1);
- Оцінка цілісних майнових комплексів, паїв, цінних  паперів, майнових прав та нематеріальних активів, у тому числі  прав на об'єкти інтелектуальної власності (напрям 2).

Зразок кваліфікаційного свідоцтва оцінювача за напрямом «Оцінка об'єктів у матеріальній формі».

Зразок кваліфікаційного свідоцтва оцінювача за напрямом «Оцінка цілісних майнових комплексів, паїв, цінних  паперів, майнових прав та нематеріальних активів, у тому числі  прав на об'єкти інтелектуальної власності».
Кваліфікаційне свідоцтво видається Фондом державного майна України спільно з навчальним закладом, на базі якого проводилася підготовка та складався кваліфікаційний іспит, на підставі відповідного рішення Екзаменаційної комісії. За видачу кваліфікаційного свідоцтва справляється плата в розмірі одного неоподатковуваного мінімуму доходів громадян. Зазначена плата спрямовується на покриття організаційних витрат, пов'язаних з видачею кваліфікаційного свідоцтва. У кваліфікаційному свідоцтві зазначаються назва органу державної влади та навчального закладу, які його видали, дата видачі, номер свідоцтва, прізвище, ім'я та по батькові фізичної особи, якій видається свідоцтво, напрям програми базової підготовки, відповідно до якої підтверджується фаховий рівень оцінювача та дозволяється здійснювати оцінку. Кваліфікаційне свідоцтво є безстроковим у разі виконання всіх вимог, встановлених Законом.
Кваліфікаційне свідоцтво оцінювача з оцінки майна та майнових прав видається в двотижневий строк на підставі подання фізичною особою до Фонду державного майна України таких документів: заяви про видачу кваліфікаційного свідоцтва, зразок якої встановлюється Фондом державного майна України, копії паспорта громадянина України або паспортних документів іноземця, копії документа про вищу освіту, платіжного документа про внесення плати за видачу кваліфікаційного свідоцтва.
Кваліфікаційне свідоцтво оцінювача з експертної грошової оцінки земельних ділянок видається навчальним закладом на підставі подання фізичною особою до навчального закладу оцінювачем документів та платіжного документа про внесення плати за видачу кваліфікаційного свідоцтва.

## Оцінювач та СОД— у чому різниця?
Оцінювач це тільки фізична особа, яка має кваліфікаційне свідоцтво, а СОД (суб'єкт оціночної діяльності) — це юридична особа (усіх форм власності), фізична особа-підприємець або державний орган (який відповідно до своїх повноважень може провадити оцінку майна), який має сертифікат суб'єкта оціночної діяльності. Цей сертифікат видається строком на 3 роки.
Напрями, згідно яких СОД може проводити оцінку майна та майнових прав, залежать від напрямків та спеціалізацій, які мають оцінювачі, що працюють у його складі. Сертифікат СОД не видається суб'єктам господарювання у складі яких не працюють оцінювачі.
Якщо оцінювач, що працює у складі СОД'у позбавляють кваліфікаційного свідоцтва або його дія призупинена то й дія сертифікату СОД (або частини напрямків відповідно до тих які мав оцінювач) призупиняються, доки СОД не знайде іншого оцінювача або не поновлять дію кваліфікаційних свідоцтв.

## Підвищення кваліфікації
Оцінювачі мають проходити курси підвищення кваліфікації не рідше, ніж один раз на два роки. Після прослуховування теоретичного матеріалу та участі в обговоренні з колегами поточних питань та новацій у законодавстві слухачі пишуть тести. У разі успішного складання цих тестів, оцінювач отримає Свідоцтво про підвищення кваліфікації. Без цього документа Кваліфікаційне свідоство оцінювача не є дійсним (окрім перших двох років з дня його отримання).
Якщо оцінювач вчасно офіційно не підвищив свою кваліфікацію, - він не має права займатись професійною оціночною діяльність. Ці вимоги дійсні як для оцінювачів, яким дозвільні документи видає ФДМУ (наприклад, оцінювання нерухомості або автомобілів), так і для оцінювачів земельних ділянок (дозвільні документи видає Державна служба України з питань геодезії, картографії та кадастру).

## Функції
Функції оцінювача є досить різноманітними: оцінка нерухомості, обладнання, транспорту або спеціалізованої техніки; визначення вартості цілісного майнового комплексу (підприємства), оцінка майна з метою оподаткування, для визначення розміру заподіяного збитку тощо.
Експерт з оцінки — це математик, що працює з формулами, маркетолог, що досліджує ринок, економіст, який веде розрахунки, юрист, що оформляє документи, — все в одній особі.
Специфіка професії оцінювача, експерта з оцінки власності:
- Плюси професії:
  - Це дуже поважана і прибуткова професія.
- Мінуси професії:
  - Робочий день оцінювача ненормований,
  - Висока вартість освіти.

Де працює Оцінювач, експерт з оцінки власності:
- Спеціалізовані оціночні або консалтингові фірми, банківські установи, судова експертиза.

Особисті якості:
- Робота оцінювача вимагає аналітичного складу розуму, уважності, скрупульозності і терпіння.

## День оцінювача
Оцінювачі України своє професійне свято «День оцінювача» святкують 27 жовтня.
Чому саме цього дня? Оцінювачі довго вирішували, який саме день року треба вважати «своїм». Було декілька пропозицій — 12 липня (день прийняття Закону України № 2658 «Про оцінку майна…»), 07 вересня (день початку дії Закону № 2658) та інші дати. Дати, пов'язані з Законом не дуже влаштовували всіх тому, що до прийняття Закону оцінка існувала 9 років, тому Закон не «заснував оцінку», а лише впорядкував «правила гри». Проте було обрано саме 27 жовтня. Оцінювачі РФ святкують своє професійне свято 27 листопада. Оцінювачі України вирішили святувати 27 жовтня, тобто на місяць раніше від оцінювачів РФ, для того, щоб ще теплими днями можна було збиратися гуртом на природі.